# Milto Tutulani
Milto Tutulani właśc. Miltiadh Tutulani (ur. w 1893 w Beracie, zm. 23 stycznia 1933 w Neapolu) – albański polityk i prawnik, trzykrotny minister sprawiedliwości w latach 1923–1924, 1925–1926 i 1931–1932, minister finansów w latach 1928–1930.

## Życiorys
Był synem Dhimitra Tutulaniego, jednego z sygnatariuszy Deklaracji Niepodległości. Uczył się w Beracie, a następnie w Stambule. Studia prawnicze ukończył na uniwersytecie ateńskim. Po powrocie do Albanii zaangażował się w działalność polityczną. W latach 1921–1933 był deputowanym do parlamentu z okręgu Berat. Trzykrotnie pełnił funkcję ministra sprawiedliwości (po raz pierwszy w 1923 w rządzie Ahmeda Zogu), zaś w latach 1928–1930 ministra finansów. Z uwagi na pogorszenie stanu zdrowia w 1933 wyjechał na kurację do Neapolu, gdzie zmarł. Pochowany w Beracie.
Był żonaty, miał pięcioro dzieci (dwóch synów i trzy córki). Imię Tutulaniego noszą ulice w Tiranie (dzielnica Blloku) i w Beracie.